# جام جهانی تیراندازی جوانان
جام جهانی ISSF توسط فدراسیون بین‌المللی ورزش تیراندازی در سال ۲۰۱۶ برای ارائه رقابتی معادل جام جهانی تیراندازی، اما برای تیراندازان جوان و نوجوان معرفی شد. این برنامه انواع رویدادهای المپیک و غیر المپیکی را در تفنگ، تپانچه و تراپ پوشش می‌دهد و هر سال یک یا دو مسابقه را در هر رویداد پوشش می‌دهد. برخلاف نسخه بزرگسالان این رویداد، در حال حاضر هیچ فینال جام جهانی جوانان وجود ندارد.
ISSF یک «جوان» را به عنوان یک ورزشکار زیر ۲۱ سال در ۳۱ دسامبر سال مسابقه تعریف می‌کند.

## فصل‌ها و مکان‌ها
محل برگزاری هر از گاهی توسط ISSF تعیین می‌شود. با این حال، برخی از آنها شایع تر از دیگران هستند. به جز جام جهانی ۲۰۱۷، زول در آلمان هر سال میزبان مسابقاتی بوده‌است. مراحل دیگر مسابقه هم در داخل و هم در خارج از اروپا برگزار شده‌است: به عنوان مثال در پورپتو، گابالا و سیدنی.
| عدد | سال  | جام جهانی ۱  | جام جهانی ۲  |
| --- | ---- | ------------ | ------------ |
| 1   | ۲۰۱۵ | زول (GER)    |              |
| 2   | ۲۰۱۶ | زول (GER)    | گابالا (AZE) |
| 3   | ۲۰۱۷ | پورپتو (ITA) |              |
| 4   | ۲۰۱۸ | سیدنی (AUS)  | زول (GER)    |
| 5   | ۲۰۱۹ | زول (GER)    |              |
| 6   | ۲۰۲۲ | زول (GER)    |              |

توجه داشته باشید که جام جهانی ۲۰۱۷ فقط شامل مسابقات تراپ بود، زیرا مسابقات قهرمانی جوانان جهان در همان سال مسابقات تفنگ و تپانچه را پوشش می‌داد.

## رویدادها
رویدادهای زیر همگی در جام جهانی جوانان در سال‌های اخیر به نمایش درآمده اند:

### تفنگ
- تفنگ بادی ۱۰ متر
- تفنگ درازکش ۵۰ متر
- تفنگ سه وضعیت ۵۰ متر

### تپانچه
- تپانچه بادی ۱۰ متر
- تپانچه ۲۵ متر
- تپانچه استاندارد ۲۵ متر
- تپانچه آتش سریع ۲۵ متر
- تپانچه ۵۰ متر

### تراپ
- تراپ
- تراپ دوتایی
- اسکیت